# Markthalle (Kassel)

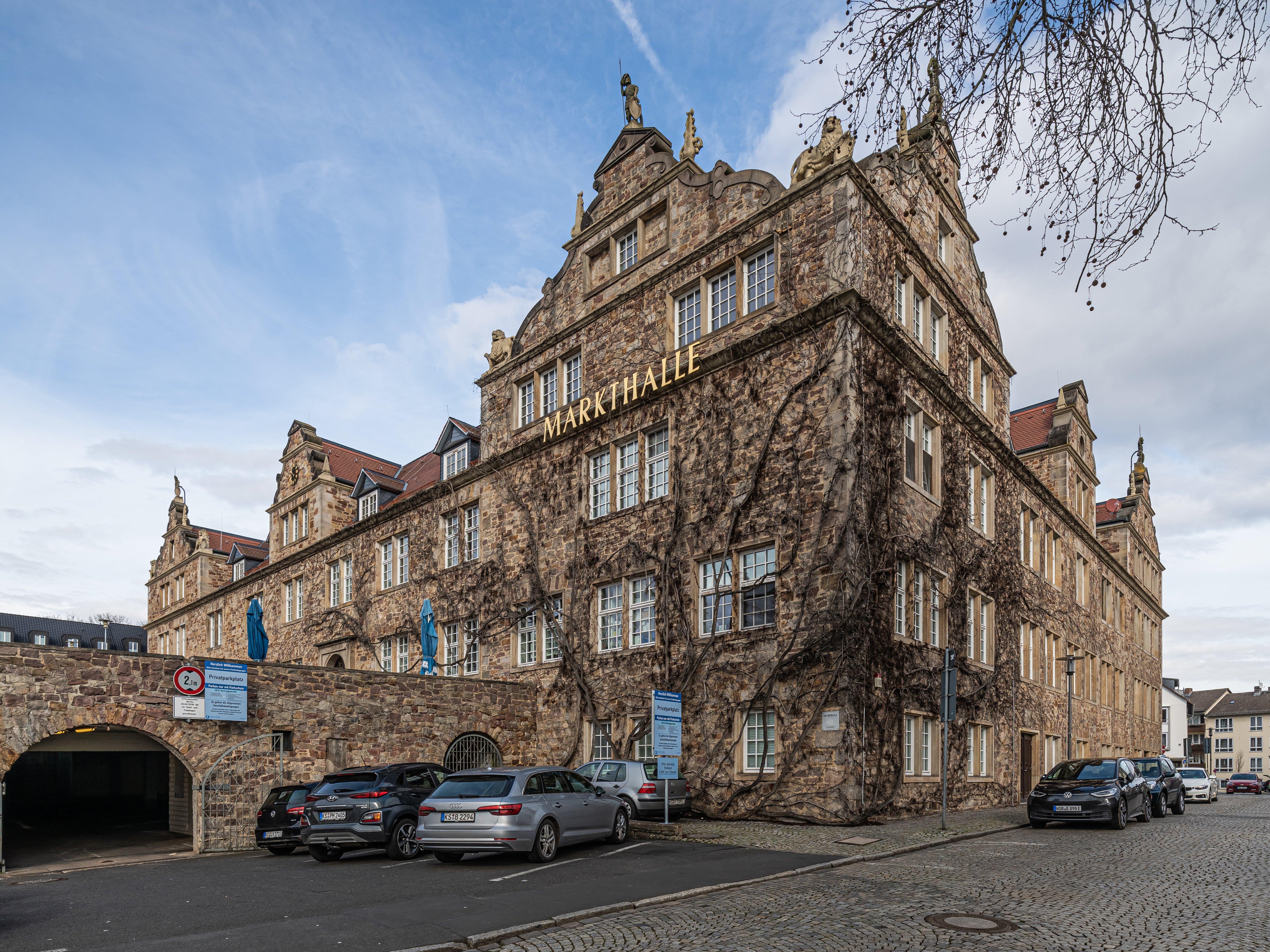
Außenansicht der Markthalle vom Marställer Platz

Die Markthalle ist eine Kleinmarkthalle in der Kasseler Innenstadt. Das Gebäude wurde von 1962 bis 1966 nach Plänen des Architekten Werner Noell errichtet und zitiert die Außenfassade des Vorgängerbaus, den Kasseler Marstall. Das Gebäude steht unter Denkmalschutz aus geschichtlichen und künstlerischen Gründen. Die Markthalle und der auf der angrenzenden Freifläche stattfindende Wochenmarkt sind donnerstags bis samstags geöffnet. Betrieben wird das Marktgeschehen von einer privaten GmbH.